# 朝鲜劳动党第四次代表会议
朝鲜劳动党第四次代表会议（朝鲜语：／*/?）于2012年4月11日在平壤举行。此次会议是金正恩成为朝鲜最高领导人后举行的首次党代表会议。這次會議在“4.25文化會館”舉行

## 会议内容
会议的四项议题分别为：
- 永远竭诚拥戴金正日为朝鲜劳动党总书记，永远发扬光大金正日的革命生涯和不朽的革命业绩。
- 修改《朝鲜劳动党章程》。
- 遵循金正日的遗训，拥戴金正恩为朝鲜劳动党的最高首脑。
- 党组织问题。

会上通过的新的《朝鲜劳动党章程》，设置朝鲜劳动党第一书记一职，规定第一书记为党的元首，代表党并领导全党。同时新党章指出金正日是“朝鲜劳动党永远的总书记、朝鲜劳动党和朝鲜人民永远的领袖”、“朝鲜劳动党是伟大的金日成同志和金正日同志的党”。
会议决定推举金正恩为朝鲜劳动党第一书记，同时金正恩还被推举为朝鲜劳动党中央政治局委员、常务委员会委员、中央军事委员会委员长。
会议还补选、选举、任命了朝鲜劳动党中央领导机关成员：
- 补选崔龙海为中央政治局常务委员会委员；补选金正阁、张成泽、朴道春、玄哲海、金元鸿、李明洙为中央政治局委员；补选郭範基、吴克烈、卢斗哲、李炳三、赵延俊为中央政治局候补委员。
- 选举金敬姬、郭範基为中央书记局书记。
- 选举崔龙海为中央军事委员会副委员长；补选玄哲海、李明洙、金乐谦为中央军事委员会委员。
- 补选中央委员会委员、候补委员。
- 任命金永春、郭範基、朴凤柱为中央委员会部长。
- 补选中央检查委员会委员。